# Paracordyloporus pulcher
Paracordyloporus pulcher är en mångfotingart som beskrevs av Carl 1905. Paracordyloporus pulcher ingår i släktet Paracordyloporus och familjen Chelodesmidae. Inga underarter finns listade i Catalogue of Life.